# Euphoric field
euphoric field（ユーフォリック フィールド），是2007年10月24日由GENEON ENTERTAINMENT發行的日本女歌手ELISA的一首單曲。商品番號為GNCA-0073。這首單曲是同年電視動畫《ef - a tale of memories.》的主題曲。

## 簡介
2007年日本電視動畫《ef - a tale of memories.》的片頭曲就是「euphoric field」英語版本的截取版。而最后一話（第12話）的片頭曲則用「euphoric field」的日語版本代替。

## 收錄曲
1. euphoric field（日語版）- 3分56秒
2. euphoric field（英語版）- 3分56秒
3. euphoric field（英語 電視截取版 cho.2）- 1分30秒
4. euphoric field（INST）- 3分56秒

## 制作
- 作詞：酒井伸和（minori）、西田恵美（英語·電視截取版 cho.2）
- 作曲、編曲、鋼琴：天門（minori）
- 小提琴：土屋玲子
- 、電吉他：柳英一郎
- 電吉他：酒井伸和
- 歌：ELISA

- 執行制作：川村明廣
- 總制作人：関戶雄一
- 制作人：松田章男

- 封面圖片設計：杉山延寛
- 特別鳴謝
  - 大沼心、新房昭之、数馬英治、久保田光俊・雨宮茂幸（SHAFT）
  - ELITE MODEL MANAGEMENT JAPAN
  - 太布尚弘・金庭こず恵（Movic）、（Frontier Works）、「ef」製作委員会

## 脚注
1. ↑  http://www.oricon.co.jp/music/release/d/731524/1/

## 外部連結
- euphoric field feat. ELISA - GENEON ENTERTAINMENT
- ef - a tale of memories.原聲CD介紹（页面存档备份，存于）
- ELISA檔案 - elite model management Japan